# Kadus
Kadus són una ètnia de Myanmar que viuen a la part central de la zona que separa el riu Irauadi del riu Chindwin a l'estat Kachin. Els kadus consta al cens del 1901 amb un nombre de 34.629 la major part al districte de Katha on el 1981 consten com la tercera ètnia després dels birmans i els shans. El seu origen és incert però pel seu llenguatge es creu que eren tribus de muntanya emparentats als katxins que s'haurien barrejat amb shans i birmans i van adquirir una identitat diferenciada. La seva llengua està gairebé fora d'ús, i és una barreja de katxin, shan i birmà o bamar. La seva indumentària és també diferent als seus veïns encara que cada cop menys usat fora dels vells en lloc remots: la jaqueta tota negre o blau fosc, enagües i drap al cap; avui el vestit birmà és el general. Antigament es tacaven les dents de les dones però el costum s'ha perdut. La seva religió era budista i eren dividits en dos grups, els Apwa i els Ama però els matrimonis entre els dos grups han fet la divisió obsoleta.